# Matic Vesel
Matic Vesel (Lubiana, 25 febbraio 1998) è un cestista sloveno.